# Польща на зимових Олімпійських іграх 1960
Польща на зимових Олімпійських іграх 1960 року, які проходили в американському місті Скво-Веллі, була представлена 13 спортсменами (7 чоловіками та 6 жінками) у 4 видах спорту. Прапороносцем на церемонії відкриття Олімпійських ігор був двоборець Юзеф Карпель.
Польські спортсмени здобули 2 медалі: 1 срібну та 1 бронзову. Збірна Польща зайняла 11 загальнокомандне місце.

## Медалісти
| Медалі за видом спорту | Медалі за видом спорту | Медалі за видом спорту | Медалі за видом спорту | Медалі за видом спорту |
| ---------------------- | ---------------------- | ---------------------- | ---------------------- | ---------------------- |
| Вид                    | 1                      | 2                      | 3                      | Всього                 |
| Ковзанярський спорт    | 0                      | 1                      | 1                      | 2                      |
| Всього                 | 0                      | 1                      | 1                      | 2                      |

| Медаль | Спортсмен           | Вид спорту          | Дисципліна    |
| ------ | ------------------- | ------------------- | ------------- |
| Срібло | Ельвіра Серочинська | Ковзанярський спорт | 1500 м, жінки |
| Бронза | Гелена Пілейчик     | Ковзанярський спорт | 1500 м, жінки |

## Ковзанярський спорт
| Дисципліна    | Спортсмен           | Забіг         | Забіг |
| Дисципліна    | Спортсмен           | Час           | Місце |
| ------------- | ------------------- | ------------- | ----- |
| 500 м, жінки  | Гелена Пілейчик     | 48.2          | 12    |
| 500 м, жінки  | Ельвіра Серочинська | 46.8          | 6     |
| 1000 м, жінки | Ельвіра Серочинська | не фінішувала | –     |
| 1000 м, жінки | Гелена Пілейчик     | 1:35.8        | 5     |
| 1500 м, жінки | Гелена Пілейчик     | 2:27.1        | 3     |
| 1500 м, жінки | Ельвіра Серочинська | 2:25.7        | 2     |
| 3000 м, жінки | Ельвіра Серочинська | 5:27.3        | 7     |
| 3000 м, жінки | Гелена Пілейчик     | 5:26.2        | 6     |

## Лижне двоборство
| Спортсмен    | Змагання                                 | Стрибок з трампліну | Стрибок з трампліну | Стрибок з трампліну | Стрибок з трампліну | Лижна гонка | Лижна гонка | Лижна гонка | Разом   | Разом |
| Спортсмен    | Змагання                                 | Дистанція 1         | Дистанція 2         | Бали                | Місце               | Час         | Бали        | Місце       | Бали    | Місце |
| ------------ | ---------------------------------------- | ------------------- | ------------------- | ------------------- | ------------------- | ----------- | ----------- | ----------- | ------- | ----- |
| Юзеф Карпель | індивідуальний нормальний трамплін/15 км | 56.5                | 65.0                | 194.5               | 25                  | 1'02:14.0   | 225.484     | 16          | 419.984 | 19    |

## Лижні перегони
| Дисципліна                    | Спорстмени                                                      | Дистанція    | Дистанція |
| Дисципліна                    | Спорстмени                                                      | Час          | Місце     |
| ----------------------------- | --------------------------------------------------------------- | ------------ | --------- |
| 15 км, чоловіки               | Анджей Матея                                                    | 58:09.1      | 43        |
| 15 км, чоловіки               | Юзеф Гут Місяга                                                 | 58:03.6      | 41        |
| 15 км, чоловіки               | Казимеж Зелек                                                   | 55:59.4      | 28        |
| 15 км, чоловіки               | Юзеф Рисула                                                     | 54:13.3      | 18        |
| 30 км, чоловіки               | Юзеф Гонсеніца Собчак                                           | 2'06:12.7    | 34        |
| 30 км, чоловіки               | Анджей Матея                                                    | 2'01:54.7    | 23        |
| 30 км, чоловіки               | Казимеж Зелек                                                   | 2'01:27.1    | 22        |
| 50 км, чоловіки               | Анджей Матея                                                    | не фінішував | –         |
| 4 × 10 км, естафета, чоловіки | Анджей Матея Юзеф Рисула Юзеф Гут Місяга Казимеж Зелек          | 2'26:25.3    | 6         |
| 10 км, жінки                  | Гелена Гонсеніца Даніель                                        | 45:08.2      | 21        |
| 10 км, жінки                  | Анна Кжептовська-Жебрацька                                      | 44:36.1      | 20        |
| 10 км, жінки                  | Юзефа Чернявська-Пенкса                                         | 42:45.5      | 14        |
| 10 км, жінки                  | Стефанія Бегун                                                  | 42:45.5      | 13        |
| 3 × 5 км, естафета, жінки     | Стефанія Бегун Гелена Гонсеніца Даніель Юзефа Чернявська-Пенкса | 1'07:24.6    | 4         |

## Стрибки з трапліна
| Спортсмен        | Дисципліна          | Стрибок 1 | Стрибок 1 | Стрибок 2 | Стрибок 2 | Разом | Разом |
| Спортсмен        | Дисципліна          | Відстань  | Бали      | Відстань  | Бали      | Бали  | Місце |
| ---------------- | ------------------- | --------- | --------- | --------- | --------- | ----- | ----- |
| Владислав Тайнер | нормальний трамплін | 78.5      | 87.6      | 79.5      | 100.6     | 188.2 | 31    |